# الصلب الوردي
الصلب الوردي (بالإنجليزية: The Rosy Crucifixion)‏ هي ثلاثية روائية سيرة ذاتية للكاتب الأمريكي هنري ميلر. تتكون من ثلاث روايات: الأولى بعنوان "صبوات" التي نُشرت عام 1949، الثانية "الضفيرة" التي نُشرت عام 1953، وأخيرًا "الوشيجة" التي صدرت عام 1960.
تستعرض الرواية مراحل حاسمة من حياة ميلر في أمريكا خلال فترة تعلمه الأولى لفن الكتابة، بالإضافة إلى علاقته العاطفية العميقة التي أثرت في حياته بشكل كبير. وقد تناول الكاتب هذه المواضيع بعمق .
وتمثل هذه السلسلة بحث ميلر عن الهوية والتحرر من القيود المجتمعية، وهي تتميز بأسلوبه الفريد المليء بالتجريب اللغوي، الفكاهة السوداء، والتحليل النفسي العميق للشخصيات والعلاقات الإنسانية.
تم حظر الكتب الثلاثة في الثلاثية في البداية في الولايات المتحدة، ونشرت فقط في فرنسا واليابان. ثم تم السماح بنشرها في أمريكا بعد قرار المحكمة العليا الأمريكية عام 1964